# 海の綺士団
『海の綺士団』（うみのきしだん）は、戸川視友による日本の漫画作品。『いち*ラキ』（冬水社）にて、2005年5月号から2010年5月号まで連載。

## あらすじ
16世紀半ば、聖ヨハネ騎士団にやってきたアシェルを中心に物語は動いてゆく。

## 登場人物

### 聖ヨハネ騎士団 マルタス・レギオン分団（第9分団）
アシェル・ジョアン・ド・フレーヴェル
主人公。第9分団・分団長。初登場時18歳。アヴィニョン出身。元プロヴァンズ分団所属。侯爵の地位を持つ、騎士団初の女性騎士。ドレスが大嫌いで、（自分が着る用を）見たり、聞いたりしただけでも蕁麻疹がでるほどである。父の志を継いで入団を希望した（自発的なことであり、誰かに強要されたのではない）。
ルーカス・エルガー・フォン・ヴィッテルスバッハ
初登場時18歳。ドイツ出身。元ドイツ分団・副分団長。医学に長ける。（アシェルが入団する前は）エルコレと騎士団並立一位の腕前を持つが、流血をなるべく避けて戦う。
エルコレ・イッポリート・デ・カンネッティ
元イタリア分団・副分団長。ダニエーレの弟。イーリアスという鷹を飼っている。（アシェルが入団する前は）ルーカスと騎士団並立一位の腕前を持つ。六歳の時、人さらいから兄（エルコレではなく、他の）をかばって大人２人相手に勝利した。
ホアン船長（ドン・ホアン）
アラゴン分団に所属していた。初登場時28歳。
サブル
ルイ・ド・フランス分団に所属していた。自称・ノストラダムスの弟子。
オーガスタ
イギリス分団に所属していた。
ロレンゾ・マリア・デ・オルガス
カステーリャ・レオン分団に所属していた。
ルイ・ルネ・ド・ル・ビュイ
オーヴェルニュ分団に所属していた。
イーリアス
エルコレがヒナから育てている鷹。

### 聖ヨハネ騎士団
アルベール・ジョセフ・ド・フレーヴェル
故人。アシェルの父。娘と同じく聖ヨハネ騎士であったが、長兄の死去により、還俗して家督を継ぐ。息子を聖ヨハネ騎士にすることが夢だったが、生まれてきたのはアシェルのみである。第9分団の必要性を説いた人物。
ラ・ヴァレッテ
聖ヨハネ騎士団の騎士団長（グランド・マスター）。
ダニエーレ
イタリア分団・分団長。エルコレの兄であり、アシェルにエルコレの第9分団への移籍を進めた人物。エルコレとは2つ年が離れている。
エリンケ・デ・マルコス
カステーリャ・レオン分団・副分団長。性格は温厚で誠実、アシェルに「命を捨ててでもプライドを守るタイプ」と言われる程プライドが高い。人質に取られた実母の安全を守るため、オスマントルコ帝国のスパイとして働き、アシェルの拉致を図ったが、アシェルの助言により、実母を取り戻した。

### オスマントルコ帝国
ドラグート
地中海最強の海賊。トルコ海軍提督。
ミフリマ王女
自分の船が聖ヨハネ騎士団に奪われた腹いせに、騎士団初の女騎士（つまりアシェル）の顔がみたい、とアシェルの拉致をソコルルに命じた。
ソコルル・メフメット
オスマントルコ帝国の第三宰相。アシェルの拉致の実行をエリンケに命じた。

### その他
ファーナ
イムディーナの貴族の娘。第九分団の分団宿舎で住み込みで働いている。義母の陰謀で父親ともども殺害されそうになったところを、第九分団に救われたことがある。
フローラン船長

## 書誌情報
- 戸川視友『海の綺士団』冬水社〈いち＊ラキコミックス〉、全17巻
  1. 2005年7月20日発売、ISBN 4-88741-660-1
  2. 2005年12月20日発売、ISBN 4-88741-691-1
  3. 2006年3月20日発売、ISBN 4-88741-708-X
  4. 2006年7月20日発売、ISBN 4-88741-723-3
  5. 2006年12月20日発売、ISBN 4-88741-744-6
  6. 2007年4月20日発売、ISBN 978-4-88741-758-8
  7. 2007年9月20日発売、ISBN 978-4-88741-800-4
  8. 2008年2月20日発売、ISBN 978-4-88741-841-7
  9. 2008年5月20日発売、ISBN 978-4-88741-854-7
  10. 2008年8月20日発売、ISBN 978-4-88741-865-3
  11. 2008年11月20日発売、ISBN 978-4-88741-882-0
  12. 2009年2月20日発売、ISBN 978-4-88741-904-9
  13. 2009年5月20日発売、ISBN 978-4-88741-915-5
  14. 2009年7月20日発売、ISBN 978-4-88741-930-8
  15. 2009年11月20日発売、ISBN 978-4-88741-962-9
  16. 2010年3月20日発売、ISBN 978-4-88741-994-0
  17. 2010年6月20日発売、ISBN 978-4-86423-006-3
- 戸川視友『海の綺士団』冬水社〈冬水社文庫〉、全12巻
  1. 2011年10月初版発行[4]、ISBN 978-4-86423-111-4
  2. 2011年10月初版発行[5]、ISBN 978-4-86423-112-1
  3. 2011年11月初版発行[6]、ISBN 978-4-86423-113-8
  4. 2011年11月初版発行[7]、ISBN 978-4-86423-114-5
  5. 2011年12月初版発行[8]、ISBN 978-4-86423-115-2
  6. 2011年12月初版発行[9]、ISBN 978-4-86423-116-9
  7. 2012年1月初版発行[10]、ISBN 978-4-86423-117-6
  8. 2012年1月初版発行[11]、ISBN 978-4-86423-118-3
  9. 2012年2月初版発行[12]、ISBN 978-4-86423-119-0
  10. 2012年2月初版発行[13]、ISBN 978-4-86423-120-6
  11. 2012年3月初版発行[14]、ISBN 978-4-86423-121-3
  12. 2012年3月初版発行[15]、ISBN 978-4-86423-122-0

## メディアミックス

### ラジオドラマ
- 『海の綺士団 -Umi no kishidan-』（2025年4月7日 - 25日、NHK-FM） - 青春アドベンチャー枠にて全15回で放送。主演・アシェル役は柚香光。[16]